# Scylla et Glaucus
Scylla and Glaucus è un'opera lirica in cinque atti di Jean-Marie Leclair.

## Brani famosi
- Non, je ne cesserai jamais, Scilla
- Circe, sensible, Circe
- Il me fuit, hélas, Circe
- Serments trompeurs, Scilla
- Ta gloire en ces lieux, Scilla
- Reviens, ingrat, Circe
- Noites devinities, Circe
- Chantez l'amour, Glauco

## Incisioni discografiche
| Anno | Cast (Scilla, Glauco, Circe)                       | Direttore           | Etichetta |
| ---- | -------------------------------------------------- | ------------------- | --------- |
| 1988 | Donna Brown, Howard Crook, Rachel Yaker            | John Eliot Gardiner | Erato     |
| 2015 | Emöke Barath, Anders J. Dahlin, Caroline Mutel     | Sébastien d'Hérin   | Alpha     |
| 2022 | Chiara Skerath, Mathias Vidal, Florine Valiquette  | Stefan Plewniak     | CVS       |
| 2023 | Judith van Wanroij, Cyrille Dubois, Véronique Gens | György Vashegyi     | GLOSSA    |